# Eptesicus brasiliensis
Eptesicus brasiliensis là một loài động vật có vú trong họ Dơi muỗi, bộ Dơi. Loài này được Desmarest mô tả năm 1819.